# Protichneumon pieli
Protichneumon pieli är en stekelart som beskrevs av Tohru Uchida 1937. Protichneumon pieli ingår i släktet Protichneumon och familjen brokparasitsteklar. Inga underarter finns listade i Catalogue of Life.